# Jean-Baptiste Johannot
Pour les articles homonymes, voir Johannot.
Jean-Baptiste Johannot est un homme politique français né à Annonay vers 1740 et mort à Saint-Étienne le 7 mai 1795. Il a été le maire jacobin de Saint-Étienne au moment de la Terreur. 

## Biographie
Issu d'une famille protestante d'Annonay, fondatrice de la première papeterie d'Annonay en 1634, fils du papetier Jean Mathieu Johannot (1702-1764) et de Marie Anne Léorat (1710-1788), Jean-Baptiste Johannot s'est installé à Saint-Étienne comme fabricant de papier. Il préside sous la Révolution une section de la Société populaire, émanation du club des Jacobins où il tient des discours violents contre les riches. Il devient maire de la ville rebaptisée Commune d'Armes en octobre 1793. Sa politique anti-religieuse suscite l'hostilité de la population et il demande l'appui de l'armée révolutionnaire. Il fait appel à Claude Javogues, le représentant du peuple qui va l'écarter des décisions pendant son séjour. Il participe à l'établissement d'une liste des riches pour la mise en place d'une taxe révolutionnaire au profit de l'humanité souffrante. Ce jacobin fanatique se rend très impopulaire. Le 27 février 1794, la Société populaire décide de révoquer Johannot de ses fonctions. Il va siéger à l'administration du nouveau département de la Loire (mars 1794 - mars 1795).
Emprisonné au moment de la réaction anti-jacobine, il est mystérieusement assassiné pendant son transfert d'une prison à une autre. 
Une rue de la ville de Saint-Étienne porte son nom.

## Vie privée
Le 11 septembre 1770, il avait épousé à Annonay, Marguerite Guigal (née en 1746), dont il avait eu 4 fils et 2 filles :- 
- né en 1767, l'aîné de ses fils, Paul François Marie, continuera la fabrication de papier (carthalute) en Annonay ;
- née en 1772, l'aînée de ses filles, Marie Sophie, sera la mère du célèbre lexicographe Émile Littré.

## Sources
- Colin Lucas, La structure de la Terreur : l’exemple de Javogues et de la Loire, Saint-Étienne, 1990, (1re éd., Oxford, 1973)
- Jean-Baptiste Galley, Saint-Étienne et son district pendant la Révolution, Saint-Étienne, 1903-1907
- Gérard Michel Thermeau, L’instabilité municipale à Saint-Étienne sous la Révolution et l’Empire : une exception culturelle ?, in Images et pratiques de la ville (vers 1500-vers 1840), dir. Philippe Castagnetti, Cahiers de l’IERP, no 1, Publications de l’Université de Saint-Étienne, 2003, p. 187-217
- Bulletin de la société d'encouragement pour l'industrie nationale, n°33, 1807, p. 225
- Histoire et généalogie de la famille Johannot et de ses alliances, par Marc Gauer (2011)
- Armorial du Vivarais, par Florentin Benoît d'Entrevaux